# Saint-Vincent-des-Prés (Saône-et-Loire)
Saint-Vincent-des-Prés ist eine französische Gemeinde mit 98 Einwohnern (Stand: 1. Januar 2022) im Département Saône-et-Loire in der Region Bourgogne-Franche-Comté (vor 2016 Bourgogne). Die Gemeinde gehört zum Arrondissement Mâcon und zum Kanton Cluny.

## Geografie
Saint-Vincent-des-Prés liegt etwa 35 Kilometer nordwestlich von Mâcon und etwa 37 Kilometer südwestlich von Chalon-sur-Saône.
Nachbargemeinden von Saint-Vincent-des-Prés sind Saint-André-le-Désert im Norden und Nordwesten, La Vineuse sur Fregande im Süden und Osten, Chiddes im Südwesten sowie Pressy-sous-Dondin im Westen.

## Bevölkerungsentwicklung
| Jahr                      | 1962 | 1968 | 1975 | 1982 | 1990 | 1999 | 2006 | 2011 | 2016 |
| Einwohner                 | 124  | 110  | 96   | 98   | 89   | 112  | 114  | 117  | 110  |
| Quelle: Cassini und INSEE |      |      |      |      |      |      |      |      |      |

## Sehenswürdigkeiten
- Kirche Saint-Vincent, Monument historique seit 1913
- Kapelle, seit 2015 Monument historique